# Tajemnica egipskiego grobowca
Tajemnica egipskiego grobowca (ang. The Adventure of the Egyptian Tomb) – opowiadanie Agathy Christie z Herkulesem Poirot w roli głównej.

## Opis fabuły
W Egipcie, pośród archeologów przeszukujących grobowiec faraona Mer-her-Ra zapanowuje zgroza. Najpierw na atak serca umiera kierownik wyprawy – sir John Willard. Następnie w jego ślady idzie drugi z kierowników, a także w znacznym stopniu sponsor wyprawy, pan Bleibner, u którego wykryto ostrą posocznicę; po kilku dniach, w Nowym Jorku zastrzelił się jego bratanek. Klątwa Mer-her-Ra stała się teraz głównym tematem prasy. Tymczasem zrozpaczona żona Johna Willarda – lady Willard zgłasza się do Herkulesa Poirota z prośbą o czuwanie nad bezpieczeństwem jej syna, który po śmierci ojca przejął kierownictwo nad grupą archeologów. Poirot wraz ze swoim przyjacielem kapitanem Arthurem Hastingsem natychmiast wyruszają do Egiptu. Tam sprawa jeszcze bardziej się komplikuje – zastają wiadomość o czwartej ofierze.